# Математичний об'єкт
Математичний об'єкт — це абстрактний об'єкт, який виникає в математиці. Це поняття вивчається у філософії математики.
У математичній практиці об'єктом є все, що було (або могло б бути) формально визначеним, і з допомогою чого можна робити дедуктивні міркування та математичні доведення. Зазвичай зустрічаються математичні об'єкти, що включають:
- числа, цілі числа, цілочисельні розбиття або вирази.

Комбінаторика (галузь математики) має такі об'єкти, як:
- перестановки, безлади, комбінації.

Теорія множин (галузь математики) має такі об'єкти, як:
- множина, розбиття множин,
- функції та відношення.

Геометрія (галузь математики) має такі об'єкти, як:
- точки, прямі, відрізки,
- багатокутники (трикутники, квадрати, п'ятикутники, шестикутники, …), кола, еліпси, параболи, гіперболи,
- Многогранники (тетраедри, куби, октаедри, додекаедри, ікосаедри), сфери, еліпсоїди, параболоїди, гіперболоїди, циліндри, конуси.

Теорія графів (галузь математики) має такі об'єкти, як:
- графи, дерево, вершина, ребра

Топологія (галузь математики) має такі об'єкти, як:
- топологічні простори та многовиди.

Лінійна алгебра (галузь математики) має такі об'єкти, як:
- скаляри, вектори, матриці, тензори.

Абстрактна алгебра (галузь математики) має такі об'єкти, як:
- групи,
- кільця, модулі,
- поля, векторні простори,
- теоретично-групові ґратки та теоретично-порядкові ґратки.

Категорії — це одночасно будинки для математичних об'єктів та математичні об'єкти самі по собі. У теорії доведення докази та теореми також є математичними об'єктами.
Онтологічний статус математичних об'єктів був і є предметом багатьох досліджень і дискусій філософів математики.

## Підхід Кантора
Один з поглядів, що виник на рубежі 20 століття у роботі Кантора, полягає в тому, що всі математичні об'єкти можуть бути визначенні як множини. Множина {0,1} є відносно зрозумілим прикладом. На перший погляд група Z2 цілих чисел за модулем 2 також є множиною з двома елементами. Однак вона не може бути просто множиною {0,1}, бо ніяк не згадується додаткова структура, яка приписана до Z2 з операціями додавання та обернення за модулем 2: наприклад, як ми можемо сказати, яке з чисел 0 або 1 є нульовим елементом? Щоб організувати цю групу як множину, її спочатку можна закодувати як четвірку ({0,1}, +, −, 0), яка, в свою чергу, може бути закодована, використовуючи одну з домовленостей, наприклад, таку, що множина, яка представляє цю четвірку, пов'язана з кодуванням операцій + та − та константи 0 як множин.
Множини можуть включати впорядковані позначення конкретних об'єктів та операцій, що застосовуються до них, із зазначенням групи, абелевої групи, кільця, поля чи іншого математичного об'єкта. Ці типи математичних об'єктів зазвичай вивчаються в абстрактній алгебрі.

## Засадничі парадокси
Якщо ж метою математичної онтології вважається внутрішня узгодженість математики, то більш важливо, щоб математичні об'єкти були визначені певним чином (наприклад, як множини), незалежно від фактичного застосування, щоб розкрити сутність їх парадоксів. Таке баченням основ математики, традиційно надає вищий пріоритет парадоксу, ніж вірне зображення деталей математичної практики, як обґрунтування визначення математичних об'єктів, що вони повинні бути множинами.
Значну частину напруженості, створеної цим фундаментальним ототожненням математичних об'єктів з множинами, можна зняти без надмірної шкоди цілям основ, якщо допустити існування двох видів об'єктів у математичному всесвіті: множини та відношення. Та не вимагати, щоб один з них розглядався лише як екземпляр іншого. Вони складають основу теорії моделей як області дискурсу логіки предикатів. З цього погляду математичні об'єкти — це сутності, що задовольняють аксіомам формальної теорії, вираженим мовою логіки предикатів.

## Теорія категорій
Один з варіантів такого підходу замінює відношення з операціями, основами універсальної алгебри. У цьому варіанті аксіоми часто приймають форму рівнянь або наслідків між рівняннями.
Більш абстрактним варіантом є теорія категорій, яка відокремлює множини як об'єкти, а операції над ними як морфізми між цими об'єктами. На цьому рівні абстракції математичні об'єкти зводяться до простих вершин графу, ребра якого у вигляді морфізмів абстрагують способи перетворення цих об'єктів та структуру яких закодовано у законі композиції для морфізмів. Категорії можуть виникати як моделі деякої аксіоматичної теорії та гомоморфізмів між ними (у такому випадку вони зазвичай конкретні, тобто забезпечені унівалентним забутливим функтором у категорію Set або, загалом, до відповідного топосу), або вони можуть бути побудовані з інших більш примітивних категорії, або вони можуть бути вивчені як абстрактні об'єкти самі по собі не залежно від їх походження.

## Способи визначення
У сучасній математиці прийняті наступні домовленості:
1. При визначенні об'єкта задаються його назву і перелік властивостей (зазвичай у вигляді списку аксіом).
2. Будь-який математичний об'єкт, властивості якого несуперечливі, вважається допустимим і існуючим.

Походження математичних об'єктів може бути різним.
- Ідеалізація реального об'єкта. Наприклад, математична куля є ідеалізація предмета круглої форми.
- Узагальнення або доповнення іншого математичного об'єкта. Наприклад, метричний простір можна розглядати як узагальнення евклідового простору, а комплексні числа — як розширення системи дійсних чисел.
- Виділення з іншого математичного об'єкта частини (підмножини), яка визначається заданими властивостями. Наприклад, алгебраїчні числа є підмножина комплексних чисел.